# Liaoning (repülőgép-hordozó)
A Liaoning (korábbi nevén Varjag vagy Si Lang) Admiral Kuznyecov osztályú kínai repülőgép-hordozó.

## Története
Építése a Szovjetunióban, mikolajivi Fekete-tengeri Hajógyárban kezdődött, a hajóosztály névadó példánya befejezésének másnapján, 1985. december 6-án.
Az eredetileg Riga nevet kapott hajót 1988. december 4-én bocsátották vízre. 1990-ben a híres orosz cirkáló, a Varjag nevét vette fel. A hajó építését még elkészülte előtt, 1992-ben felfüggesztették.
A Szovjetunió széthullását követően a hajó ukrán tulajdonba került. A félkész hajóról minden mozdítható tárgyat eltávolítottak, a hajótörzset állagmegóvó karbantartás nélkül tárolták. 1998 elején a Varjagnak nem voltak hajtóművei, kormánylapátjai és egyéb létfontosságú rendszerei. Az ukrán állam a hajót árverés során értékesítette.
A hajót az árverésen egy makaói fantomcég „vízi kaszinó” kialakítása céljából megvásárolta, Kínába szállíttatta, majd csődbe ment. A sajtó és egyes titkosszolgálatok már ekkor gyanították, hogy a cég a kínai hadsereg fedőcége volt és a hajó megvásárlásának célja nem kaszinó kialakítása volt. Sajtóértesülések szerint a hajót a kínai haditengerészet daliani támaszpontján újítják fel, feltételezhetően abból a célból, hogy a nyílt tengeri haditengerészeti törekvéseit kinyilvánító Kína első repülőgép-hordozójává váljék.
2011. júniusában a kínai vezérkari főnök hivatalosan is elismerte, hogy országa repülőgép-hordozót épít. 2011 nyarán a hajó több futáspróbán vett részt, majd 2012 márciusában a kínai hadsereg bejelentette, hogy a repülőgép-hordozó készen van és még az év során rendszerbe állítják. A hajót szeptember 23-án adták át a kínai haditengerészetnek, majd 25-én üzembe helyezték.

## A Kuznyecov osztály feladata
Bár a nyugati országok a Kuznyecov osztályt repülőgép-hordozóként tartják nyilván, a hajóosztályt az amerikai vagy francia hordozóktól eltérő feladatra tervezték. Szovjet használatban nehéz repülőgéphordozó-cirkáló, amelynek célja stratégiai fontosságú rakétahordozó tengeralattjárók, felszíni hajók és repülőgépek támogatása és védelme. A hajóosztály cirkálóként való bejegyzésével a Szovjetunió a repülőgép-hordozók Dardanellákon és Boszporuszon történő keresztülhaladásának török tilalmát akarta kijátszani.
A Kuznyecov osztály merevszárnyú repülőgépei főleg légtéruralmi és tengeralattjáró-elhárító feladatokat hajtottak volna végre. A hajóosztály egyetlen teljesen felszerelt példánya, a nyugati repülőgép-hordozókkal ellentétben, számos hajóelhárító rakétával és robotrepülőgéppel is rendelkezik.

## A Varjag árverése
1998 áprilisában Roman Spek, az ukrán Nemzeti Újjáépítési és Fejlesztési Ügynökség elnöke bejelentette, hogy a Varjag árverését 20 millió dolláros téttel egy kis hongkong-i utazási iroda, a Chong Lot Travel Agency Ltd. nyerte meg, gyakorlatilag roncsvas áron. A Chong Lot tervei szerint a Varjagot a Fekete-tengerből a Szuezi-csatornán át vontatná Makaóba, ahol úszó szállodává és kaszinóvá alakítaná át, hasonlóan a tianjini Kijevhez és a shenzeni Minsk World vidámparkban kiállított Minszkhez.
Számos jel utalt azonban arra, hogy a Varjag vásárlását lebonyolító vállalkozás a kínai haditengerészet egyik fantomcége volt. Az árverés vége előtt ugyanis Makaó figyelmeztette a Chong Lotot, hogy nem fogja engedélyezni a hajó makaói kikötőben való tárolását. A cég ennek ellenére nem szállt ki az árverésből. A Chong Lot tulajdonosa egy hongkongi vállalat, a Chin Luck (Holdings) Company, amely ügyvezetője egy volt kínai hivatásos katona.

## Vontatása Kínába

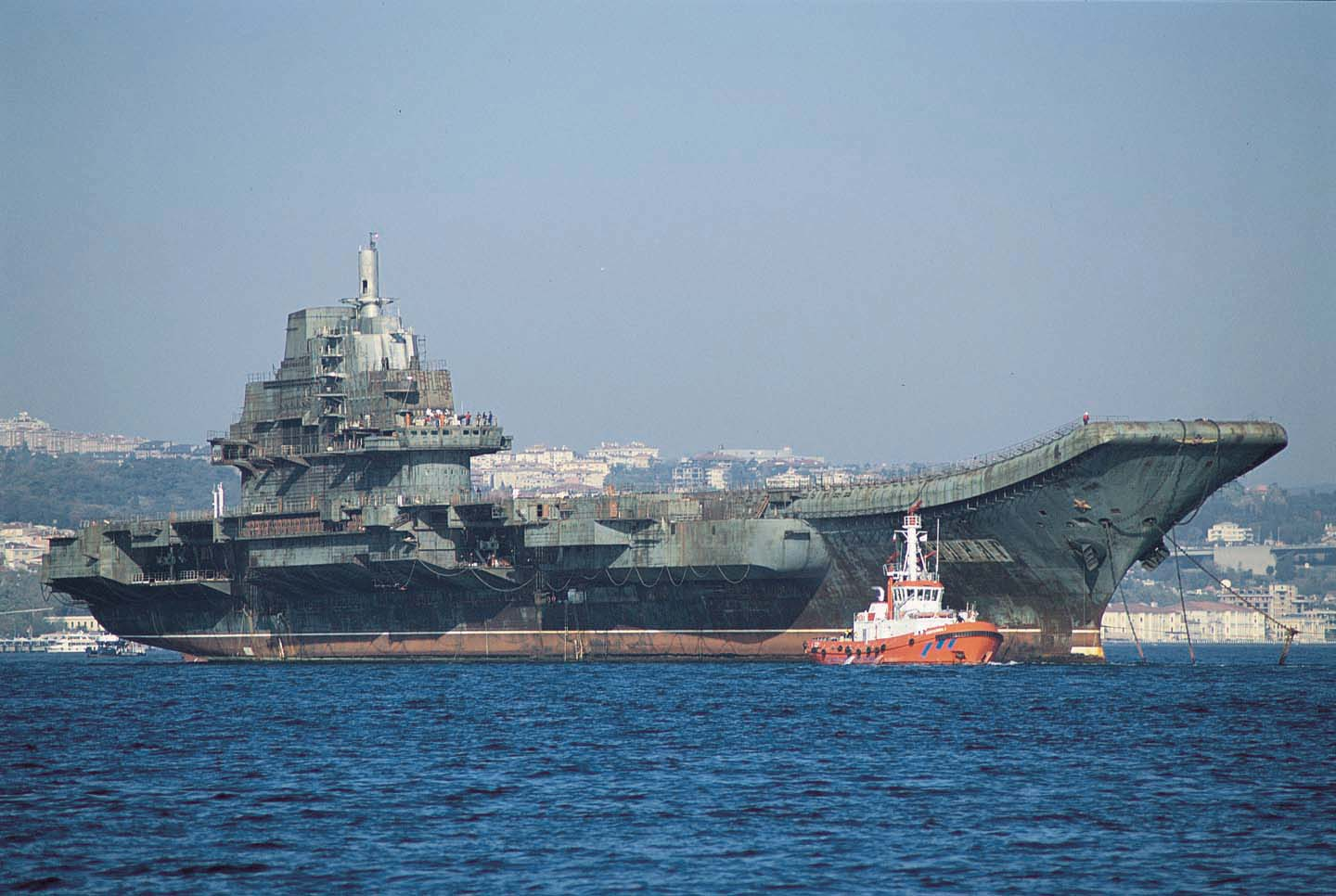
A Varjag vontatása

2000. félév tájékán a Varjag vontatására felbérelték a Suhaili holland vontatóhajót. A Chong Lot azonban nem kapott engedélyt Törökországtól arra, hogy a hajót átvontassa a Boszporuszon. Az 1936-os Montreux-i egyezmény értelmében békeidőben Törökországnak kötelessége átengedni a polgári hajókat, de szigorúan korlátozhatja a hadihajók tranzitját. A török kormány állítása szerint a Varjag vontatása veszélyezteti az isztambuli hidakat. Végül magas rangú kínai miniszteri delegáció tárgyalt a Chong Lot nevében Ankarában, és a hajó átengedéséért cserébe felajánlották, hogy kínai turisták Törökországba is utazhatnak. 2001. november 1-jén a török kormány végül áldását adta a tranzitra. Az eltelt 16 hónapos várakozás alatt a Varjagot a vontatóhajó többször körbevontatta a Fekete-tengeren. A Varjagot egy 27 hajóból álló flotta kísérte végig a Boszporuszon, amelyet 2001. november 2-án 11:45-kor hagyott el.
November 3-án a Varjag egy Beaufort-skála szerinti 9-es erősségű viharba került, és görög Szkürosz szigetének magasságában elszabadult a vonókötelekről. Tengeri roncsmentők hat vontatóval megpróbálták az Euboia felé sodródó roncsot újra vontatás alá venni. Számos sikertelen kísérlet után azonban a görög parti őrség helikoptere leszállt a Varjag fedélzetére, és a hétfős személyzet négy tagját evakuálta. Később egy kábelt sikerült a Varjaghoz rögzíteni, de a viharos szél miatt két másik vontatóhajó nem járt sikerrel. November 6-án Aries Lima matróz egy vontatókábel rögzítése közben lezuhant és az életét vesztette. A Varjagot végül november 7-én sikerült ismét vontatás alá venni.
A Szuezi-csatorna nem engedélyezte a hajóvontatmány áthaladását, ezért a rozsdásodó Varjaggal a Gibraltári-szoroson és a Jóreménység fokán át kellett megkerülni Afrikát. A több mint 28 000 km-es kerülőutat a vontatóhajók több mint száz nap alatt, 11 km/h-s átlagsebességgel tették meg. A hajó 2002. február 20-án érte el a kínai felségvizeket, és március 3-án érkezett meg az észak-kínai Dalian hajógyárához.
Időközben, 2002 februárjában lezárult a makaói szerencsejáték-engedélyek kiosztása, és a Chong Lot nem került be a nyertesek körébe. A Varjag további rozsdásodásra ítéltetett, ezúttal a daliani kikötőben.
A hajó Kínába szállításának költsége meghaladta a 30 millió dollárt: ebből az ukrán kormánynak kellett 25 millió dollárt fizetni a Varjag hajótestéért; félmillió dollárt a különféle szorosokon való átkelésért és közel ötmillió dollárt a vontatásért.

## Felújítása

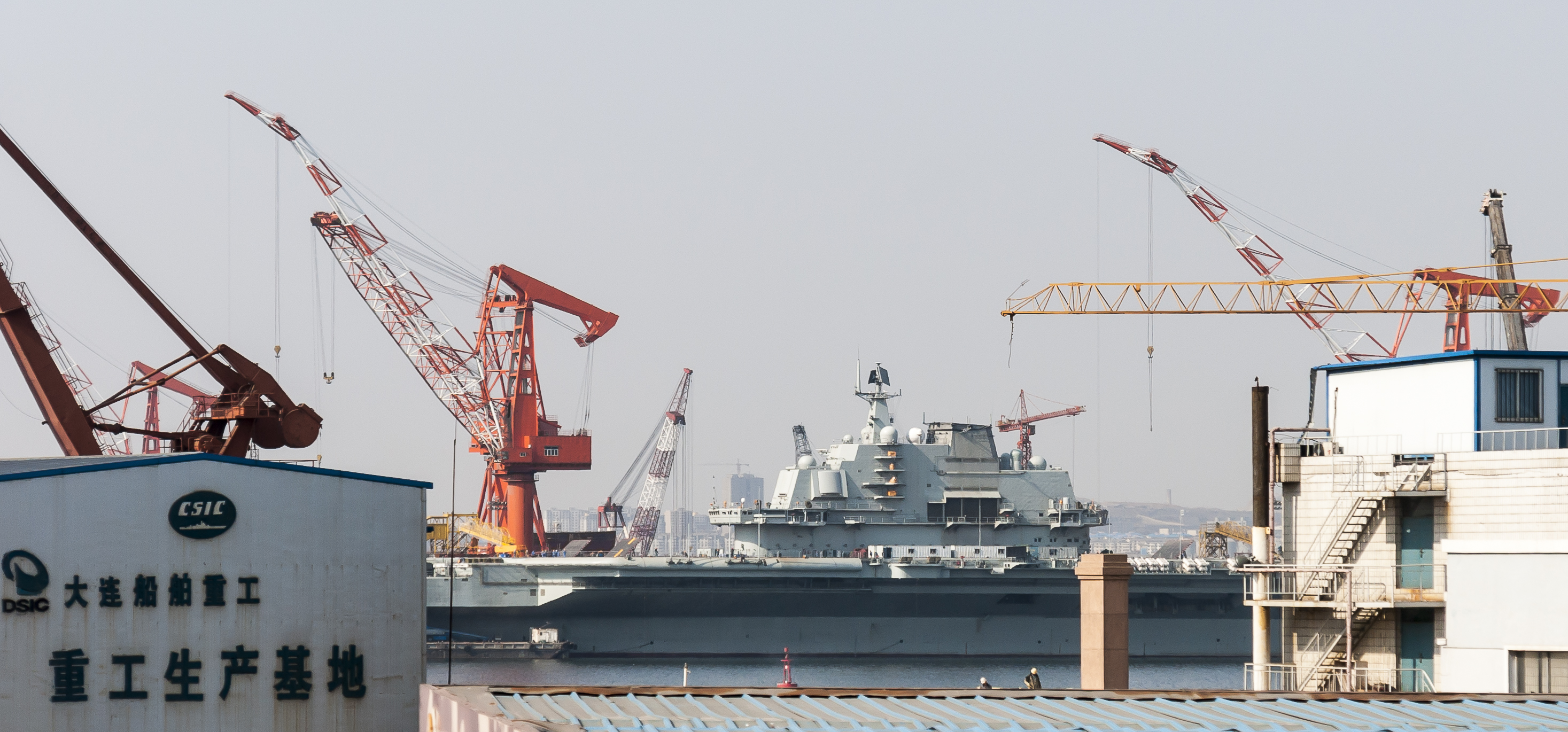
A felújítás alatt álló Liaoning Talien (Dalian)ben

Három évnyi tétlenséget követően a Varjagot 2005. júniusában egy daliani szárazdokkba vontatták. A hajótestet homokfúvással megtisztították és felállványozták. Az irányítótornyot vörös színű korrózió-gátló festéssel látták el, a repülőfedélzetet sárgás cink-kromátos alapozóval festették le és csúszásgátló bevonattal látták el. 2009. április 27-én a Varjagot egy másik szárazdokkba vontatták, ahol feltehetőleg további munkálatokat végeznek rajta, talán hajtóművel és egyéb berendezésekkel szerelik fel.
2011 nyarán a hajó felújítása a végéhez közeledett, futáspróbán vett részt. Szeptember 25-én ünnepélyesen átadták a hajót, a hajó teljes beüzemelése és a legénység megfelelő kiképzése azonban még évekig eltarthat. A fedélzeten jelenleg nincsenek repülőgépek, azonban kínai hírek szerint a hangárjában találhatóak bevethető állapotban lévők. 2012 szeptember 23-án átadták, majd két nap múlva szolgálatba állították. Az átadási ceremónián a hajó a Liaoning nevet kapta, az ország egyik mandzsúriai tartománya után, ahol a munkálatokat végezték.

## Külső hivatkozások
- varyagworld.com
- Képek a Varjag átalakításáról Archiválva 2016. szeptember 20-i dátummal a Wayback Machine-ben (angolul)
- A Varjag képe a Google Térképen
- A puha testű szuperhatalom – Index.hu, 2011. július 1.